# جوناثان كاتس (ممثل)
جوناثان كاتس (بالإنجليزية: Jonathan Katz)‏ هو ممثل أمريكي، ولد في 1 ديسمبر 1946 في نيويورك في الولايات المتحدة.

## وصلات خارجية
- الموقع الرسمي
- جوناثان كاتس على موقع IMDb (الإنجليزية)
- جوناثان كاتس على موقع روتن توميتوز (الإنجليزية)
- جوناثان كاتس على موقع ألو سيني (الفرنسية)
- جوناثان كاتس على موقع ميوزك برينز (الإنجليزية)
- جوناثان كاتس على موقع أول موفي (الإنجليزية)
- جوناثان كاتس على موقع قاعدة بيانات الأفلام السويدية (السويدية)
- جوناثان كاتس على موقع إن إن دي بي (الإنجليزية)
- جوناثان كاتس على موقع ديسكوغز (الإنجليزية)
- جوناثان كاتس على موقع قاعدة بيانات الفيلم (الإنجليزية)
- جوناثان كاتس على موقع كينوبويسك (الروسية)